# Strâmtura
Strâmtura is een Roemeense gemeente in het district Maramureș.
Strâmtura telt 4033 inwoners.